# Jack-Steinberger-Gymnasium Bad Kissingen

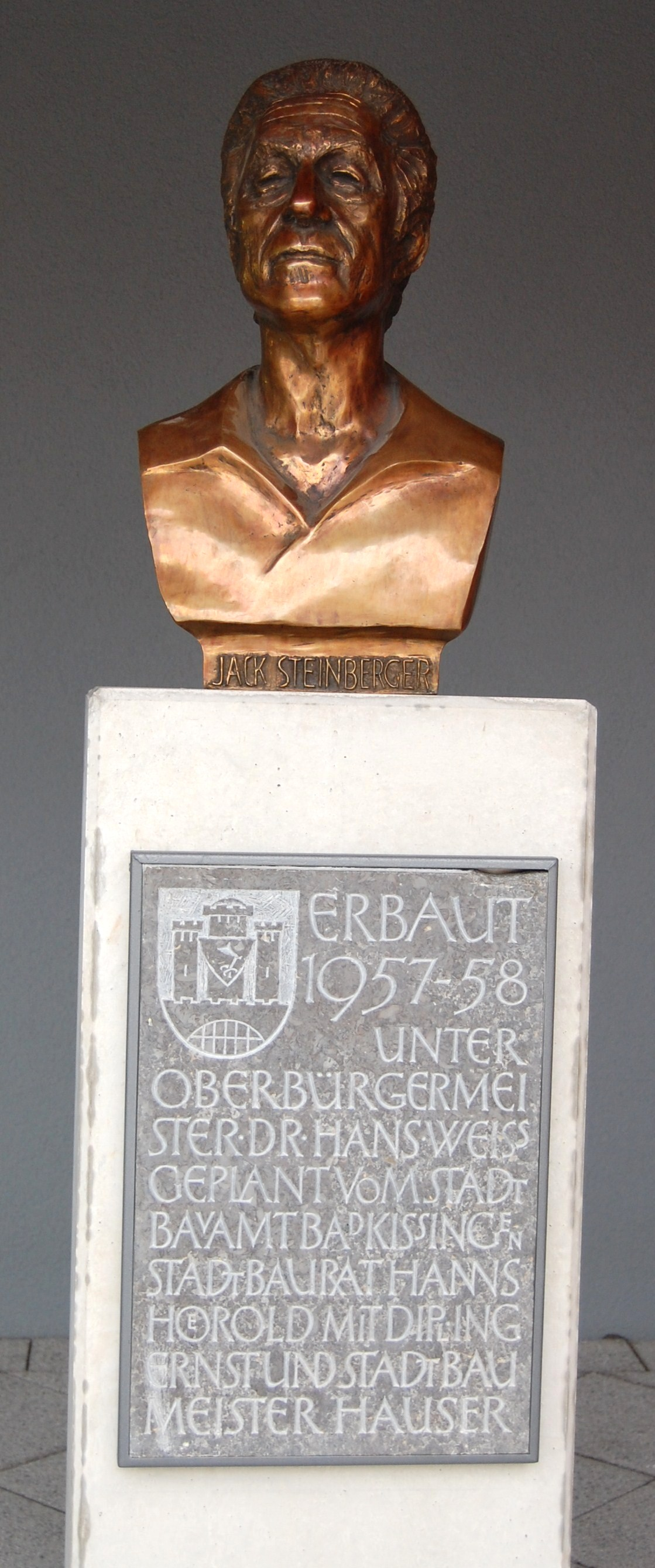
Büste des Namensgeber Jack Steinberger auf Sockel mit Text zum Gymnasium-Bau

Das Jack-Steinberger-Gymnasium ist ein naturwissenschaftliches Gymnasium in Bad Kissingen. Es ist das einzige staatliche Bad Kissinger Gymnasium. Namensgeber ist der Nobelpreisträger Jack Steinberger.

## Geschichte
Das Gymnasium wurde im Jahre 1871 als dreiklassige Königlich-bayrische Gewerbeschule gegründet. 1877 wurde aus der Schule eine sechsklassige Königlich-bayrische Realschule. In ihrer Geschichte gab es schon mehrere Wechsel des Konzepts. So wurden die Lateinklassen wegen Geldmangels in der Anfangszeit mehrfach und als erste Fremdsprache 1997/1998 endgültig abgeschafft. 1937 wurde die Schule schließlich zur Oberrealschule umgewandelt; in diesem Jahr wurde die Schule auch erstmals von Mädchen besucht. Seit Februar 2009 ist das Jack-Steinberger-Gymnasium eine Seminarschule.
Es verfügt über eine Sternwarte.

## Zweige
Seit dem Jahrgang 1974/1975 umfasst das Jack-Steinberger-Gymnasium Bad Kissingen einen naturwissenschaftlichen, einen sozialwissenschaftlichen und einen sprachlichen Zweig. Die Entscheidung für einen dieser drei Zweige erfolgt Ende der siebten und gilt ab der achten Jahrgangsstufe.
Im sprachlichen Zweig lernen die Schülerinnen und Schüler ab der achten Klasse Spanisch. Die beiden anderen Zweige können „Spanisch spätbeginnend“ ab der zehnten Jahrgangsstufe belegen, wobei dadurch Französisch/Latein als zweite Fremdsprache abgelegt wird. Der naturwissenschaftlich-technologische Zweig beinhaltet in der 9. bis 10. Klasse Informatik sowie Experimentalstunden in Physik, Chemie und Biologie.

## Schüler- und Lehreraustausche
Seit 1986 führt die Schule jährliche Schüleraustausche durch, und zwar mit Vernon in Frankreich, mit Massa in Italien, seit 2001 mit Rio de Janeiro in Brasilien und seit 2014 mit Aranda de Duero in Spanien.
Auch findet ein Austausch auf Lehrerebene statt. So unterrichteten Lehrer des Gymnasiums bereits in Chile, Japan, Südafrika, USA, Rumänien, Spanien und Italien (Mailand und Rom). Im Gegenzug unterrichteten bereits Fremdsprachenassistenten aus Frankreich (u. a. Grenoble, Toulouse Lyon Paris), Großbritannien (u. a. Harrogate in Nork Yorkshire, Barrow-in-Furness in Lancashire, Winchester in Hampshire), Schottland (Inverness) und den USA (Milwaukee in Wisconsin sowie Plano und Dallas in Texas) am Jack-Steinberger-Gymnasium.

## Wettbewerbe und Auszeichnungen
Die Schule nimmt an vielen Wettbewerben, wie zum Beispiel „Jugend musiziert“, der „Mathematik-Olympiade“, der „Deutsch-Olympiade“ und der „Physikolympiade“ teil.
Seit einigen Jahren ist die Schule auch am Wettbewerb „Jugend forscht“ mit jährlich sieben bis zehn Projekten gut vertreten. Einige dieser Projekte schafften es in der Vergangenheit sogar, auf Landesebene zu punkten.
Seit 1974 nimmt das Jack-Steinberger-Gymnasium am „Europäischen Wettbewerb“ teil und gehört mit durchschnittlich etwa 400 bis 500 Beiträgen pro Jahr (beispielsweise in Form von Aufsätzen und künstlerischen Beiträgen) zu den bundesweit aktivsten teilnehmenden Schulen. Die Anzahl der Siege des Gymnasiums liegt über dem Bundesdurchschnitt; seit 1975 kamen über 80 Landessieger des Wettbewerbs von der Schule. Im Rahmen des Wettbewerbs unternehmen dessen Teilnehmer regelmäßig Fahrten zu Metropolen beispielsweise in Tschechien, Frankreich, Ungarn und Italien.
Im Januar 2009 wurde das Gymnasium von der bayerischen Europaministerin Emilia Müller mit der Europaurkunde ausgezeichnet, mit der herausragende europäische Aktivitäten bayerischer Schulen herausgestellt und gewürdigt werden.
Im Jahr 2016 erhielt das Gymnasium das „eTwinning“-Qualitätssiegel für das gemeinsame Spanisch-Austauschprojekt mit der spanischen Austauschschule in Aranda de Duero.
Im Dezember 2019 wurde das Gymnasium als  MINT-freundliche Schule ausgezeichnet.

## Wahlfächer
Neben den normalen Unterricht besteht die Möglichkeit, freiwillig nachmittags an sog. Wahlfächern teilzunehmen. Neben Sprachen wie Spanisch, Griechisch, Russisch etc. werden auch soziale Wahlfächer wie Schulsanitäter, Vivarium, Theater, Musical etc. geboten. Für naturwissenschaftlich Interessierte gibt es Informatik, Jugend forscht etc.

## Schulleiter
Schulleiter des Jack-Steinberger-Gymnasiums ist Markus Arneth.

## Namensgeber
Der Namensgeber Jack Steinberger hat das Gymnasium in den 1930er-Jahren vor seiner Emigration in die USA besucht. Der Physik-Nobelpreisträger hat an Projekten wie dem Teilchenbeschleuniger im CERN in der Schweiz mitgearbeitet.
Anlässlich seines 80. Geburtstags im Mai 2001 gab die Stadt Kissingen bei dem ungarischen Bildhauer Imre Varga eine Büste von ihm in Auftrag, die im Juni 2001 in der Schule in Steinbergers Anwesenheit enthüllt wurde. Die Namensgebung und Umbenennung in Jack-Steinberger-Gymnasium wurde im November 2001 in einem Festakt begangen. Steinberger hat seitdem die Schule mehrfach besucht.
Der Verein der Freunde des Gymnasiums hat einen Jack-Steinberger-Preis gestiftet, mit dem herausragende Schüler ausgezeichnet werden. Der 2001 erstmals vergebene Preis wurde in dem Jahr persönlich von Steinberger überreicht.

## Ehemalige Schüler
- Jack Steinberger (1921–2020), Physiker und Nobelpreisträger
- Hans E. Gerr (* 1937), Erziehungswissenschaftler
- Jürgen von Falkenhayn (1938–2022), Generalmajor
- Karl Offner (* 1939), Gymnasiallehrer, Psychologe und Bryologe
- Robert Kirchner (1940–2009), Künstler
- Wieland Barthelmess (* 1955), Kunsthistoriker
- Christian Füller (* 1963), Journalist
- Alexander du Prel (* 1970), Kameramann
- Trong Hieu (* 1992), Sänger und Tänzer

### (Ehemalige) (Ober-)Bürgermeister
- Georg Straus (1926–2014)
- Christian Zoll (1941–2017)
- Dirk Vogel (* 1977)